# JYP Jyväskylä
Pour les articles homonymes, voir JYP.
Le JYP Jyväskylä est un club de hockey sur glace finlandais localisé à Jyväskylä et évoluant dans la SM-liiga. Fondé en 1923, le JYP joue ses matches à domicile à la patinoire de Jyväskylän jäähalli, dont la capacité est proche de 4 500 places.

## Historique
Le club a remporté le championnat en 2009, après avoir été vice-champion en 1989 et en 1992. JYP termina en première position des saisons régulières 2009 et 2010.
Le club a changé de nom à deux reprises : 
- Jyväskylän Palloilijat de 1923 à 1977
- JyP HT de 1977 à 1999
- JYP Jyväskylä Oy depuis 1999

## Palmarès
- Championnat de Finlande (2)
  - 2009, 2012
- Ligue des champions (1)
  - 2018

## Numéros retirés
- 10 Pertti Rastela
- 19 Pentti Mikkilä
- 30 Risto Kurkinen